# Do It for Your Lover
A Do It for Your Lover (magyarul: Tedd meg a szeretődért!) a spanyol Manel Navarro dala, mellyel Spanyolországot képviselte a 2017-es Eurovíziós Dalfesztiválon, Kijevben. A dal az RTVE által szervezett nemzeti döntőben nyerte el az eurovíziós indulás jogát.

## Eurovíziós Dalfesztivál
Mivel Spanyolország tagja az automatikusan döntős Öt Nagy országának, ezért a dalt az Eurovíziós Dalfesztiválon a május 13-án rendezett döntőben adta elő, de előtte az első elődöntő zsűris főpróbáján is hallható volt. Fellépési sorrendben tizenhatodikként lépett fel, a Görögországot képviselő Demy This Is Love című dala után és a Norvégiát képviselő Jowst Grab the Moment című dala előtt. A szavazás során a zsűri szavazáson összesítésben a huszonhatodik, utolsó helyen végzett 0 ponttal, míg a nézői szavazáson a huszonharmadik helyen végzett 5 ponttal, így összesítésben 5 ponttal a verseny huszonhatodik, utolsó helyezettje lett.
A következő spanyol induló Alfred és Amaia Tu canción című dala volt a 2018-as Eurovíziós Dalfesztiválon.